# うらごえ
『うらごえ』は、ヒカシューの12枚目のアルバム。2012年4月8日にMAKIGAMI RECORDSより発売。
テーマが題名となっている。ヒカシューのスタジオ・アルバムの中で、始めて尺八が使用された。ジャケットは、大内智則による動物の口の絵。紙ジャケット。

## 収録曲
全作詩:巻上公一
1. 筆を振れ、彼方くん(Wave the Brush,Mr.beyond)
  - 作曲:坂出雅海
2. 小さく　息づく(Slightly alive)
  - 作曲:ヒカシュー
3. うらごえ(Uragoe)
  - 作曲:三田超人
4. はらぶり(The first time in the  original)
  - 作曲:ヒカシュー
5. ひとり崩壊(Collapsing by Oneself)
  - 作曲:巻上公一
6. すでにここにない(Gone Already)
  - 作曲:ヒカシュー
7. びんとる(Take a bottle)
  - 作曲:ヒカシュー
8. そこはか(Faintly)
  - 作曲:ヒカシュー
9. 夕方のイエス、朝方のノー(Twilight Affirmation,Morning Denial)
  - 作曲:坂出雅海
10. しこたま(Plenty)(inst.)
  - 作曲:ヒカシュー
11. 曇天に虹(Crimson in the cloud)
  - 作曲:ヒカシュー
12. 生まれたての花(A newly born flower)
  - 作曲:巻上公一
13. つぎの岩につづく(Continued on Next Rock)(inst.)
  - 作曲:ヒカシュー

## 参加ミュージシャン
- 巻上公一 -ボーカル、テルミン、コルネット、尺八
- 三田超人 -ギター
- 坂出雅海 -ベース
- 清水一登 -ピアノ、シンセサイザー
- 佐藤正治 -ドラムス